# Jürgen Lehnert
Jürgen Lehnert   (Magdeburg, 2 de novembre de 1954) és un piragüista alemany, ja retirat, que va competir sota bandera de la República Democràtica Alemanya durant la dècada de 1970.
El 1976 va prendre part en els Jocs Olímpics d'Estiu de Mont-real, on va guanyar la medalla de bronze en la prova del K-4 1.000 metres del programa de piragüisme. Formà equip amb Frank-Peter Bischof, Bernd Duvigneau i Rüdiger Helm. En el seu palmarès també destaquen una medalla d'or i una de bronze al Campionat del Món en aigües tranquil·les.
Una vegada retirat va exercir d'entrenador al SC Magdeburg i després de la reunificació alemanya va treballar com a taxista.